# As Aventuras de Huck Finn
The Adventures of Huck Finn (bra/prt: As Aventuras de Huck Finn) é um filme de aventura de 1993 distribuído pela Walt Disney Studios Motion Pictures e Buena Vista Pictures, escrito e dirigido por Stephen Sommers e estrelado por Elijah Wood, Courtney B. Vance, Jason Robards e Robbie Coltrane. Trata-se de uma adaptação do livro As Aventuras de Huckleberry Finn, de Mark Twain e se concentra em pelo menos três quartos do livro. O filme segue um garoto chamado Huckleberry Finn e um escravo fugitivo chamado Jim, que viajam juntos pelo rio Mississippi e superam vários obstáculos ao longo do caminho. O filme foi filmado inteiramente em Natchez, Mississippi.
As Aventuras de Huck Finn foi um sucesso financeiro, estreando no segundo lugar nas bilheterias e arrecadando mais de US$24 milhões contra um orçamento de US$6,5 milhões.
O filme recebeu críticas positivas dos críticos e atualmente detém uma classificação de 73% "fresh" no Rotten Tomatoes, com base em 15 críticas. O crítico Roger Ebert deu ao filme 3 de 4 estrelas, escrevendo "A história de Huck e Jim foi contada em seis ou sete filmes anteriores, e agora vem The Adventures of Huck Finn, uma versão graciosa e divertida de um jovem diretor chamado Stephen Sommers, que não se detém na mensagem humana do filme, mas também não a evita".

## Sinopse
Huckleberry Finn é o filho de um alcoólico, foge de casa e viaja ao longo do rio Mississippi na companhia de um escravo, Jim. Ao longo do caminho a dupla encontra diversas figuras peculiares e muitas aventuras.[carece de fontes?]

## Elenco
- Elijah Wood.... Huckleberry "Huck" Finn
- Courtney B. Vance.... Jim
- Robbie Coltrane.... The Duke
- Jason Robards.... The King
- Ron Perlman.... Pap Finn
- Dana Ivey.... viúva Douglas
- Mary Louise Wilson.... Miss Watson
- Anne Heche.... Mary Jane Wilks
- James Gammon.... deputado Hines
- Paxton Whitehead.... Harvey Wilks
- Tom Aldredge.... Dr. Robinson
- Renee O'Connor.... Julia Wilks
- Laura Bundy.... Susan Wilks
- Curtis Armstrong.... Country Jake
- Frances Conroy.... mulher magricela
- Daniel Tamberelli.... Ben Rodgers
- Garette Ratliff Henson.... Billy Grangerford
- Gerald McKenzie.... Wagonmaster
- Stephen Sommers (cameo).... homem na silhueta

Archie Moore, que interpretou Jim na versão de 1960 do romance, aparece como um escravo que adverte Huck sobre as duas famílias rivais, dizendo "muitas pessoas vão morrer hoje".

## Trilha sonora
A trilha sonora de Bill Conti em The Adventures of Huck Finn foi lançada em 1993 por Varèse Sarabande.
Lista de músicas
1. Main Title 4:43
2. Missy Finn Goes Shoppin' 2:42
3. Next Of Kin 2:01
4. Do The Right Thang 2:48
5. Once A Slave... 3:26
6. We're Still Friends 2:43
7. Billy Gets Killed 2:19
8. The Barge 2:43
9. Huck Springs Jim 3:15
10. All's Well 4:25[carece de fontes?]